# 叶亦克乡
叶亦克乡（維吾爾語：يېيىق يېزىسى‎，拉丁维文：Yëyiq Yëzisi），是中华人民共和国新疆维吾尔自治区和田地區民丰县下辖的一个乡镇级行政单位。

## 行政区划
叶亦克乡下辖以下地区：
阿依塔格村、叶亦克村、昆吾尔吐孜村、色格孜乌依村、阿克塔什村和英阿瓦提村。